# Acontia solaris
Acontia solaris là một loài bướm đêm trong họ Noctuidae.